# Церинг Пем Вангчук
Королева Церинг Пем Вангчук (англ. Tshering Pem Wangchuck) (род. 22 декабря 1957 года) — королева Бутана, одна из четырёх жён четвёртого короля Бутана Джигме Сингье Вангчука, правившего до своего отречения в 2006 году.
Церинг Пем — третья дочь в семье Яб Угьен Дорджи (англ. Yab Ugyen Dorji), потомка ума и речи реинкарнации основателя Бутана Шабдрунг Нгаванг Намгьяла, и Юм Зуджи Зам (англ. Yum Thuji Zam). В семье было ещё 4 сестры и 2 брата. Четверо сестёр (кроме старшей), включая и Церинг Пем, вышли замуж за Джигме Сингье Вангчука в 1979 году.
Другие три жены короля Джигме Сингье, все сёстры Церинг Пем:
- Королева Дорджи Вангмо Вангчук
- Королева Церинг Янгдон Вангчук — мать нынешнего короля Джигме Кхесар Намгьял Вангчука
- Королева Сангай Чоден Вангчук

Церинг Пем имеет троих детей:
- Принцесса Чими Янгзом Вангчук (род. 10 января 1980 года)
- Принцесса Кесанг Чоден Вангчук (род. 23 января 1982 года)
- Принц Угъен Джигме Вангчук (род. 1994)

Брат королевы Сангай Нгедуп является видным политическим деятелем Бутана, занимал значительные посты в правительстве.